# 安顿·海达
安顿·海达（英語：Anton Heida，1878年—？），美国男子体操运动员，曾参加1904年夏季奧林匹克運動會并赢得5枚金牌，包括跳马、单杠、鞍马、个人全能和团体全能金牌。这一成绩使他成为1904年奥运会上最杰出的运动员。